# Liga Departamental de Fútbol del Callao
La Liga Departamental de Fútbol del Callao (cuyas siglas son LDDFC) es una de las 25 Ligas Departamentales de Fútbol del Perú y es la entidad rectora de las competiciones futbolísticas de la Provincia Constitucional del Callao. El torneo departamental, conocido como Interligas del Callao, forma parte del Sistema Nacional de la Copa Perú y clasifica a dos equipos para la Etapa Nacional de ese torneo.
Su sede se encuentra ubicada desde 2023 en la Avenida Sáenz Peña 1079 2.º piso y su presidente actual es Jaime Alberto Espinoza Chuecas.
Es la única liga departamental que no cuenta con ligas provinciales, los equipos se clasifican a este torneo directamente desde sus ligas distritales. 

## Historia
En 1974 se da la reestructuración del sistema de torneos de fútbol en Perú por parte del Instituto Nacional de Recreación, Educación y Deporte (INRED) y la Federación Peruana de Fútbol. Para integrar a la Provincia Constitucional del Callao al Sistema Nacional de la Copa Perú, el 1 de agosto de 1975 fue creada la Liga Departamental de Fútbol del Callao siendo designado como primer presidente Óscar Torres Urday. Fue integrada inicialmente por las ligas distritales del Callao, Ventanilla y Carmen de la Legua - Reynoso.
El primer torneo departamental se realizó con dos campeones distritales, Hijos de Yurimaguas (Ventanilla) y Once Amigos Unión (Callao), además de Deportivo Sima (proveniente de la Copa Perú 1975), siendo el primer campeón Hijos de Yurimaguas que, junto a Once Amigos Unión, clasificó a la Etapa Regional de la Copa Perú 1976. Desde esa edición hasta 1990 clasificó al campeón departamental (y en ocasiones al subcampeón) a la Etapa Regional de la Copa Perú del año siguiente donde participaban en la Región IV contra equipos del departamento de Ica y Lima Provincias. 
De 1993 a 1996 los equipos clasificados de la Departamental pasaron a disputar el ascenso a Segunda División ante equipos de la Provincia de Lima por medio de la Región Promocional Lima-Callao. A partir de 1997 nuevamente clasificaron a la Etapa Regional de la Copa Perú hasta la eliminación de esa etapa en 2015, año desde el cual clasifica a dos equipos para la Etapa Nacional de ese torneo.
En 2022 empezó a disputarse el torneo departamental de fútbol femenino para decidir al club clasificado que represente a la Provincia Constitucional del Callao en la Copa Perú Femenina que ese año pasó a ser la segunda categoría de fútbol femenino en el país.

## Ligas Distritales
La liga departamental del Callao es la única liga en todo el país, que no cuenta con Ligas Provinciales. Administra directamente a seis Ligas Distritales y una Liga Intradistrital:
| Liga                                           | Fundación                | 1.ª Participación |
| ---------------------------------------------- | ------------------------ | ----------------- |
| Liga Distrital de Bellavista                   | marzo de 1987            | 1987              |
| Liga Distrital del Callao                      | julio de 1975            | 1975              |
| Liga Distrital de Carmen de la Legua - Reynoso | 29 de septiembre de 1965 | 1976              |
| Liga Intradistrital de Dulanto                 | 15 de abril de 1987      | 1988              |
| Liga Distrital de La Perla                     | 13 de marzo de 2023      | 2023              |
| Liga Distrital de Mi Perú                      | 22 de marzo de 2019      | 2019              |
| Liga Distrital de Ventanilla                   | 28 de abril de 1970      | 1975              |

## Fútbol masculino

### Lista de campeones
| Año  | Campeón                                   | Distrito                                  | Subcampeón                                | Distrito                                  | Refs.                                     |
| ---- | ----------------------------------------- | ----------------------------------------- | ----------------------------------------- | ----------------------------------------- | ----------------------------------------- |
| 1975 | Hijos de Yurimaguas                       | Ventanilla                                | Once Amigos Unión                         | Callao                                    |                                           |
| 1976 | Deportivo Sima                            | Callao                                    | Once Amigos Unión                         | Callao                                    |                                           |
| 1977 | Atlético Ayacucho                         | Callao                                    | Deportivo Sima                            | Callao                                    |                                           |
| 1978 | Deportivo Sima                            | Callao                                    | Atlético Ayacucho                         | Callao                                    |                                           |
| 1979 | Atlético Ayacucho                         | Callao                                    | Grumete Medina                            | Callao                                    |                                           |
| 1980 | Atlético Ayacucho                         | Callao                                    | Defensor Reynoso                          | Carmen de la Legua                        |                                           |
| 1981 | Deportivo Cantolao                        | Callao                                    | Víctor Marín                              | Callao                                    |                                           |
| 1982 | Deportivo Sima                            | Callao                                    | Deportivo Enapu                           | Callao                                    |                                           |
| 1983 | Grumete Medina                            | Callao                                    | Hijos de Yurimaguas                       | Ventanilla                                |                                           |
| 1984 | Deportivo Enapu                           | Callao                                    | Estrella Azul                             | Ventanilla                                |                                           |
| 1985 | Deportivo CITEN                           | Callao                                    | Deportivo Sima                            | Callao                                    |                                           |
| 1986 | Hijos de Yurimaguas                       | Ventanilla                                | Unidad Vecinal N.º 3                      | Carmen de la Legua                        |                                           |
| 1987 | KDT Nacional                              | Callao                                    | Juventud Ford                             | Carmen de la Legua                        |                                           |
| 1988 | Defensor La Perla                         | La Perla                                  | Víctor Marín                              | Callao                                    |                                           |
| 1989 | Nuevo Callao                              | Carmen de la Legua                        | Sucre San Jorge                           | Ventanilla                                | [ 5 ]                                     |
| 1990 | Grumete Medina                            | Callao                                    | Estrella Azul                             | Ventanilla                                |                                           |
| 1991 | Los Amigos                                | Ventanilla                                | Deportivo Nacional                        | Bellavista                                |                                           |
| 1992 | Sport Las Mercedes                        | Ventanilla                                | Sucre San Jorge                           | Ventanilla                                |                                           |
| 1993 | Los Amigos                                | Ventanilla                                | Alfredo Alvarado                          | Callao                                    |                                           |
| 1994 | Adebami                                   | Carmen de la Legua                        | Los Amigos                                | Ventanilla                                |                                           |
| 1995 | Francisco Pizarro - Aduanas               | Bellavista                                | Santa Marina Norte                        | Callao                                    |                                           |
| 1996 | Olímpico Bella Unión                      | Dulanto                                   | Jesús Dulanto                             | Ventanilla                                |                                           |
| 1997 | Olímpico Bella Unión                      | Dulanto                                   | Deportivo Sima                            | Callao                                    |                                           |
| 1998 | Somos Aduanas                             | Bellavista                                | ADO Ventanilla                            | Ventanilla                                |                                           |
| 1999 | Somos Aduanas                             | Bellavista                                | Jesús Dulanto                             | Ventanilla                                |                                           |
| 2000 | Atlético Chalaco                          | Callao                                    | Atlético Satélite                         | Ventanilla                                | [ 6 ]                                     |
| 2001 | Somos Aduanas                             | Bellavista                                | Atlético Chalaco                          | Callao                                    | [ 7 ]                                     |
| 2002 | Atlético Chalaco                          | Callao                                    | Aurelio Colombo                           | Callao                                    | [ 8 ]                                     |
| 2003 | Defensor Mórrope                          | Bellavista                                | Deportivo Sima                            | Callao                                    | [ 9 ]                                     |
| 2004 | Sport Las Mercedes                        | Ventanilla                                | Defensor Tacna                            | La Perla                                  | [ 10 ]                                    |
| 2005 | Atlético Chalaco                          | Callao                                    | Juventud La Perla                         | La Perla                                  | [ 11 ]                                    |
| 2006 | Deportivo Sima                            | Callao                                    | Atlético Chalaco                          | Callao                                    | [ 12 ]                                    |
| 2007 | Independiente Ayacucho                    | Dulanto                                   | Pilsen Callao                             | Dulanto                                   | [ 13 ]                                    |
| 2008 | Atlético Chalaco                          | Callao                                    | Pilsen Callao                             | Dulanto                                   | [ 14 ]                                    |
| 2009 | Pilsen Callao                             | Dulanto                                   | Atlético Centenario                       | Dulanto                                   | [ 15 ]                                    |
| 2010 | Nuevo Callao                              | Carmen de la Legua                        | Pilsen Callao                             | Dulanto                                   | [ 16 ]                                    |
| 2011 | Nuevo Amanecer                            | Callao                                    | América Callao                            | Callao                                    | [ 17 ]                                    |
| 2012 | Márquez F.C.                              | Ventanilla                                | Juventud La Perla                         | La Perla                                  | [ 18 ]                                    |
| 2013 | Juventud La Perla                         | La Perla                                  | Márquez F.C.                              | Ventanilla                                | [ 19 ]                                    |
| 2014 | Adebami                                   | Carmen de la Legua                        | América Latina                            | Bellavista                                | [ 20 ]                                    |
| 2015 | Academia Cantolao                         | La Punta                                  | Juventud La Perla                         | La Perla                                  | [ 21 ]                                    |
| 2016 | Sport Blue Rays                           | Callao                                    | Cultural Peñarol                          | Carmen de la Legua                        | [ 22 ]                                    |
| 2017 | Deportivo Yurimaguas                      | Ventanilla                                | Sport Callao                              | Callao                                    | [ 23 ]                                    |
| 2018 | Alfredo Tomassini                         | Ventanilla                                | AEB                                       | Ventanilla                                | [ 24 ]                                    |
| 2019 | Estrella Azul                             | Ventanilla                                | Juventud Palmeiras                        | Mi Perú                                   | [ 25 ]                                    |
| 2020 | No se disputó por la Pandemia de COVID-19 | No se disputó por la Pandemia de COVID-19 | No se disputó por la Pandemia de COVID-19 | No se disputó por la Pandemia de COVID-19 | No se disputó por la Pandemia de COVID-19 |
| 2021 | No se disputó por la Pandemia de COVID-19 | No se disputó por la Pandemia de COVID-19 | No se disputó por la Pandemia de COVID-19 | No se disputó por la Pandemia de COVID-19 | No se disputó por la Pandemia de COVID-19 |
| 2022 | Luis Escobar                              | Ventanilla                                | Estrella Azul                             | Ventanilla                                | [ 26 ]                                    |
| 2023 | Calidad Porteña                           | La Perla                                  | Juventud Palmeiras                        | Mi Perú                                   |                                           |
| 2024 | Scratch                                   | Bellavista                                | Amazon Callao                             | Callao                                    |                                           |
| 2025 |                                           |                                           |                                           |                                           |                                           |

### Equipos con más títulos
| Equipo               | Liga                | Títulos | Subtítulos |
| -------------------- | ------------------- | ------- | ---------- |
| Deportivo Sima       | Callao              | 4       | 4          |
| Atlético Chalaco     | Callao              | 4       | 2          |
| Atlético Ayacucho    | Callao              | 3       | 1          |
| Deportivo Yurimaguas | Ventanilla          | 3       | 1          |
| Somos Aduanas        | Bellavista          | 3       | 0          |
| Grumete Medina       | Callao              | 2       | 1          |
| Los Amigos           | Ventanilla          | 2       | 1          |
| Olímpico Bella Unión | Dulanto             | 2       | 0          |
| Sport Las Mercedes   | Ventanilla          | 2       | 0          |
| Nuevo Callao         | Carmen de la Legua  | 2       | 0          |
| Adebami              | Carmen de la Legua  | 2       | 0          |
| Academia Cantolao    | Callao / Bellavista | 2       | 0          |

### Títulos por liga
| Liga                            | Títulos | Subtítulos |
| ------------------------------- | ------- | ---------- |
| 1. Callao                       | 19      | 19         |
| 2. Ventanilla                   | 11      | 13         |
| 3. Bellavista                   | 9       | 6          |
| 4. Dulanto                      | 4       | 4          |
| 5. Carmen de la Legua - Reynoso | 4       | 4          |
| 6. La Perla                     | 1       | 0          |
| 7. Mi Perú                      | 0       | 2          |

Notas:
- Academia Cantolao tiene su sede en La Punta pero en 1981 representó a la Liga Distrital del Callao y en 2015 a la Liga de Bellavista - La Perla.
- Hasta 2022 La Perla participaba junto a Bellavista en una sola liga distrital.

## Fútbol femenino

### Lista de campeones
| Año  | Campeón               | Distrito      | Subcampeón                  | Distrito      |
| ---- | --------------------- | ------------- | --------------------------- | ------------- |
| 2022 | Juventud Callao Girls | Callao        | Aviar Soccer                | Mi Perú       |
| 2023 | No se disputó         | No se disputó | No se disputó               | No se disputó |
| 2024 | Sport Boys            | Callao        | Escuela Deportiva Municipal | Ventanilla    |

### Equipos con más títulos
| Equipo                | Títulos | Subtítulos |
| --------------------- | ------- | ---------- |
| Juventud Callao Girls | 1       | 0          |
| Sport Boys            | 1       | 0          |